# UniCredit
UniCredit (Unicredito Italiano) este un grup financiar-bancar din Italia, cu sediul la Milano, prezent în 20 de țări, care are 142.000 de angajați, 35 de milioane de clienți
și 7.200 de subsidiare.
În iunie 2007, UniCredit avea active totale de 846,4 miliarde de euro și capitalizare de piață de 70 miliarde de euro.
UniCredit Group, este de asemenea cel mai mare grup bancar din Europa Centrală și de Est,
cu peste 3.100 de sucursale, în care 65.000 de angajați deservesc 24 milioane de clienți.
În iunie 2005, Unicredit a preluat banca germană HypoVereinsbank (HVB), pentru o sumă estimată la 15,4 miliarde euro.
Prin preluarea de către UniCredit, HVB a devenit divizia responsabilă pentru sucursalele din Europa Centrală și de Est.
HVB deține la rândul ei banca austriacă Bank Austria, pe care a preluat-o în anul 2000.

## UniCredit în România
În România, grupul UniCredit este prezent prin UniCredit Bank România, care are o rețea de 242 de unități.
Banca furnizează în România produse și servicii specializate prin partenerii săi - UniCredit Leasing Corporation, UniCredit CAIB Securities, UniCredit CAIB Romania, UniCredit Insurance Broker, Pioneer Asset Management, UniCredit Consumer Finance și UniCredit Processes and Administration.
Pioneer Asset Management (fostă CA IB Asset Management) este o societate de administrare a investițiilor, înființată în anul 2004.
Deține fondul mutual cu unități denominate în euro, Europa Obligațiuni,
precum și fondurile mutuale Retcon, specializat pe plasamente în acțiuni, Stabilo, orientat spre plasamente monetare, Integro, cu o structură diversificată a activelor,
și Premio, fond cu plasamente în acțiuni.
În iulie 2006, numele companiei a fost schimbat din CA IB Asset Management în Pioneer Asset Management.
UniCredit Insurance Broker este parte a UniCredit Leasing Corporation și a înregistrat venituri de 6,1 milioane euro în anul 2007.
UniCredit Leasing era lider pe piața românească de leasing în anul 2007, cu o cotă de piață de 10,25%, finanțând bunuri de peste 500 milioane de euro în același an.
Din ianuarie 2007, activitatea HVB Leasing Romania a fost integrată în compania ce operează în România sub umbrela UniCredit Leasing, noua societate purtând numele de UniCredit Leasing Corporation, prin aliniere la marca UniCredit Leasing.
Din data de 18 august 2015, UniCredit Țiriac Bank și-a schimbat denumirea în UniCredit, după ce omul de afaceri Ion Țiriac a vândut pachetul de acțiuni pe care îl deținea la instituție.